# Maria Rosa Palacín Peiró
Maria Rosa Palacín i Peiró (Barcelona, 29 d'abril de 1968) és una científica catalana especialitzada en química de l'estat sòlid i electroquímica. És Professora d'Investigació a l'Institut de Ciència de Materials de Barcelona, del Consell Superior d'Investigacions Científiques.
La seva carrera investigadora s'ha focalitzat en els materials per bateries recarregables, havent treballat en sistemes avui dia ja comercials, com les bateries d'ió liti o níquel, d'altres com les bateries d'ió sodi, i més recentment, d'altres alternatives emergents com les bateries de calci, amb l'objectiu de controlar la microestructura dels materials dels elèctrodes i els electròlits, entendre els mecanismes d'oxidació-reducció que s'hi esdevenen i maximitzar el rendiment electroquímic d'aquestes bateries.
En aquest sentit, és una experta en bateries de referència per molts mitjans de comunicació, tant catalans com espanyols, i ha aparegut en nombrosos programes de ràdio, podcasts, o articles de premsa digital, entre d'altres.

## Carrera investigadora
Llicenciada en Ciències Químiques per la Universitat Autònoma de Barcelona l'any 1991, amb Premi Extraordinari de Llicenciatura, amb l'especialitat de Química Inorgànica i Màster en Ciència de Materials (1993) per la mateixa Universitat, es va doctorar en Ciència de Materials l'any 1995. La seva tesi doctoral (realitzada a l'ICMAB-CSIC, i dirigida per Pedro Gómez-Romero) va rebre la menció de Premi Extraordinari de Doctorat el curs 1995-1996. Entre 1995-96 va fer una estada post-doctoral al Laboratori de Reactivitat i Química dels Sòlids de la Universitat de Picardia Jules Verne (Amiens, França) sota la direcció de Jean-Marie Tarascon i entrà com a científica titular a l'ICMAB l'any 1999, i al 2016 va guanyar la plaça de professora d'investigació.
M. Rosa Palacín ha posat èmfasi en desenvolupar escenaris de cooperació fèrtils entre la investigació bàsica orientada i la indústria, i sovint ha realitzat investigacions sota contractes industrials directes. Ha publicat més de 150 articles en revistes, que han rebut nombroses cites. És coautora de 7 capítols de llibres, co-inventora de diverses patents, algunes d'elles de propietat conjunta amb la indústria.

## Premis i reconeixements
Entre 2010 i 2017, fou codirectora d'ALISTORE-ERI, un Institut Virtual Europeu d'Investigació en materials per a bateries. Al 2020 va ser escollida per ser inclosa a l'Exposició Científiques Catalanes 2.0 de l'Associació Catalana de Comunicació Científica. El 2021 fou nomenada Fellow de l'Electrochemical Society i rebé el Research Award de l'Associació Internacional de Materials per Bateries (IBA).
Entre el 2021 i el 2023 fou presidenta de l'Associació Internacional de Materials per Bateries (IBA), i també el 2022 se li atorgà el premi “Miguel Catalan-Paul Sabatier” de la Societat Química Francesa.